# Tadzjikistans damlandslag i fotboll
Tadzjikistans damlandslag i fotboll representerar Tadzjikistan i fotboll på damsidan. Dess förbund är Tajikistan National Football Federation (Tadzjikistans fotbollsförbund).